# Cleonymia choenorrhini
Cleonymia choenorrhini är en fjärilsart som beskrevs av Philogène Auguste Joseph Duponchel 1840. Cleonymia choenorrhini ingår i släktet Cleonymia och familjen nattflyn. Inga underarter finns listade i Catalogue of Life.